# Lethrus elisae
Lethrus elisae är en skalbaggsart som beskrevs av Nikolajev 2001. Lethrus elisae ingår i släktet Lethrus och familjen tordyvlar. Inga underarter finns listade i Catalogue of Life.